# Stephen Shiu
Stephen Shiu, de son vrai nom Shiu Yeuk-yuen (蕭若元, né le 22 juillet 1949), est un producteur, scénariste, présentateur de journal, polémiste et personnalité des médias hongkongais. Il fonde Hong Kong Reporter (en) en 2004, une webradio dédié aux débats. En 2013, il fonde memehk.com, un site d'informations multimédia, après la fermeture de Hong Kong Reporter.

## Biographie
Né dans une famille de classe moyenne à Hong Kong, Shiu est le troisième de six enfants. Son père Pak-yin Shiu est un homme d'affaires dans la construction à l'étranger. Shiu étudie au St. Paul's College (en) où il est camarade de classe de Tsang Tak-sing (en), futur Secrétaire des Affaires intérieures (en). Il étudie l'histoire à l'université de Hong Kong mais abandonne avant l'obtention de sa maîtrise.
En 1987, commence à collaborer avec Tony Wong dans la création de bandes dessinées populaires telles que Zui Quan (醉拳) et Oriental Heroes (龍虎門), puis sur leur adaptation cinématographique Le Maître chinois et Dragon Tiger Gate.
En 2003, Shiu acquiert Rainbow International, une entreprise de produits amaigrissants.
Il fonde Hong Kong Reporter (en) en 2004. Au cours des dernières années, elle devient une tribune pour des idées radicales et permet de recueillir des soutiens au parti politique People Power (en), y compris pour ses manifestations et activités.
Shiu est un scénariste et producteur de film dont la filmographie inclut Le Parrain de Hong Kong (1991), gagnant aux Hong Kong Film Awards. Après la rétrocession de Hong Kong à la Chine, Shiu est co-animateur d'un programme d'actualités sur Metro Radio avant de créer ses propres stations sur internet.
En 2013, Shiu annonce le lancement d'une nouvelle station de radio, plusieurs semaines après la fermeture de l'une des plus grandes stations de radio pro-démocratie de Hong Kong. Memehk.com est lancée peu de temps après.

## Activisme politique

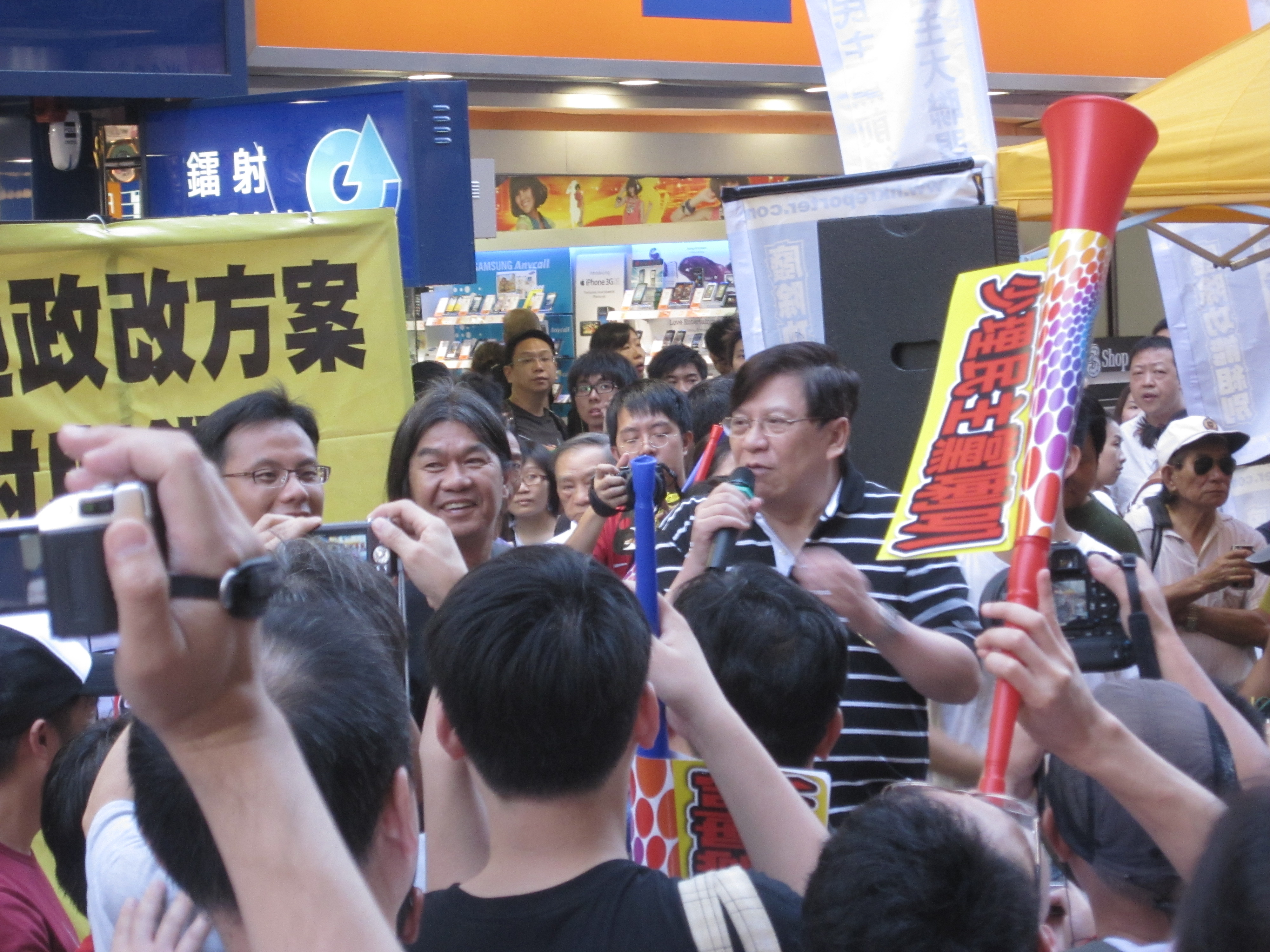
Stephen Shiu en campagne en 2010.

Shiu est un partisan déclaré du mouvement Occupy Central with Love and Peace (en), un groupe pro-démocratie de défense des droits civils qui organise les manifestations de 2014 à Hong Kong.
En mai 2012, il annonce qu'il fermera Hong Kong Reporter (en) si le parti People Power (en) échoue à gagner au moins 3 sièges au conseil législatif de la ville. Dans une interview, il déclare que « Hong Kong est en grave danger » et que le conseil a besoin d'assez de voix d'opposition pour contrer le Chef de l'exécutif Leung Chun-ying. En juin 2012, lors de la campagne électorale de prise de People Power, il déclare sa candidature à la circonscriptions géographique de l'île de Hong Kong.
Le 22 mars 2013, il annonce dans son propre programme radiophonique que Hong Kong Reporter cessera de diffuser, évoquant sa « déception » pour nombre de ses anciens alliés et partenaires politiques. Il indique clairement qu'il retire son soutien à People Power et qu'il ne soutiendrait aucun autre parti politique à compter de ce jour. Il fonde memehk.com le 1er juin 2013, prétendument non affilié sur le plan politique.
Le 24 novembre 2014, un jour après avoir prononcé un discours devant la foule lors des manifestations de 2014 à Hong Kong, le véhicule de Shiu est arrêté de force par deux voitures, endommageant son véhicule. Il n'est pas blessé à la suite de l'incident. Il pense que l'attaque est une représailles de ses commentaires et reportages sur memehk.com, affirmant que « seuls les gangs criminels sont capables [de tels actes] ».

## Controverses
En 2003, Shiu aurait été impliqué dans une affaire de vente pyramidale. La société qu'il a co-créée est accusée de vendre de la monnaie électronique à ses clients, qui ont ensuite découvert qu'ils ne pouvaient pas acheter de biens à la valeur marchande avec cette monnaie.
Le 18 juillet 2011, Shiu annonce son intention d'acquérir Hong Kong Golden Forum (en), un forum internet populaire, et de le fusionner avec Hong Kong Reporter. Cela rencontre l'opposition des utilisateurs du forum, dont certains créent un certain nombre de parodies,.

## Filmographie

### Comme producteur
- Long Arm of the Law 2 (1987)
- The Truth (1988)
- The Greatest Lover (1988)
- Moon, Star, Sun (1988)
- Long Arm of the Law 3 (1989)
- The Iceman Cometh (1989)
- The Truth: Final Episode (1989)
- Sentenced to Hang (1989)
- Underground Express (1990)
- Sex and Zen (1991)
- Le Parrain de Hong Kong (1991)
- It's Now or Never (1992)
- King of Beggars (1992)
- Sisters Outlaw (1992)
- Royal Tramp (1992)
- Royal Tramp 2 (1992)
- Arrest the Restless (1992)
- Invincible (1992)
- Succession par l'épée (1992)
- The Wrong Bedfellow (1993)
- The Formula (1993)
- The Secret File (1993)
- Whores from the North (1993)
- Manhunt Across the Border (1993)
- Lord of East China Sea (1993)
- Black Panther (1993)
- Fight Back to School 3 (1993)
- Flirting Scholar (1993)
- The Sword of Many Lovers (1993)
- Lord of East China Sea 2 (1993)
- Hero of Hong Kong 1949 (1993)
- Sex and Zen: Extreme Ecstasy (2011)
- Sex and Zen 2: 4D Sexecution (2012)

### Comme scénariste
- Rolls, Rolls, I Love You (1982)
- Winner Takes All? (1984)
- Midnight Girls (1986)
- Spiritual Love (1987)
- Rich and Famous (1987)
- Tragic Hero (1987)
- The Greatest Lover (1988)
- Moon, Star, Sun (1988)
- The Truth (1988)
- Midnight Whispers (1988)
- Long Arm of the Law 3 (1989)
- The Iceman Cometh (1989)
- The Truth: Final Episode (1989)
- Sentenced to Hang (1989)
- Underground Express (1990)
- Le Parrain de Hong Kong (1991)
- It's Now or Never (1992)
- Man of the Times (1993)
- Lord of East China Sea (1993)
- The Sword of Many Lovers (1993)
- Lord of East China Sea 2 (1993)
- Hero of Hong Kong 1949 (1993)
- Sex and Zen: Extreme Ecstasy (2011)
- Sex and Zen 2: 4D Sexecution (2012)

### Comme acteur
- On the Wrong Track (1983)

### Comme producteur exécutif
- Long Arm of the Law 2 (1987)
- The Greatest Lover (1988)